# Edward de Bono

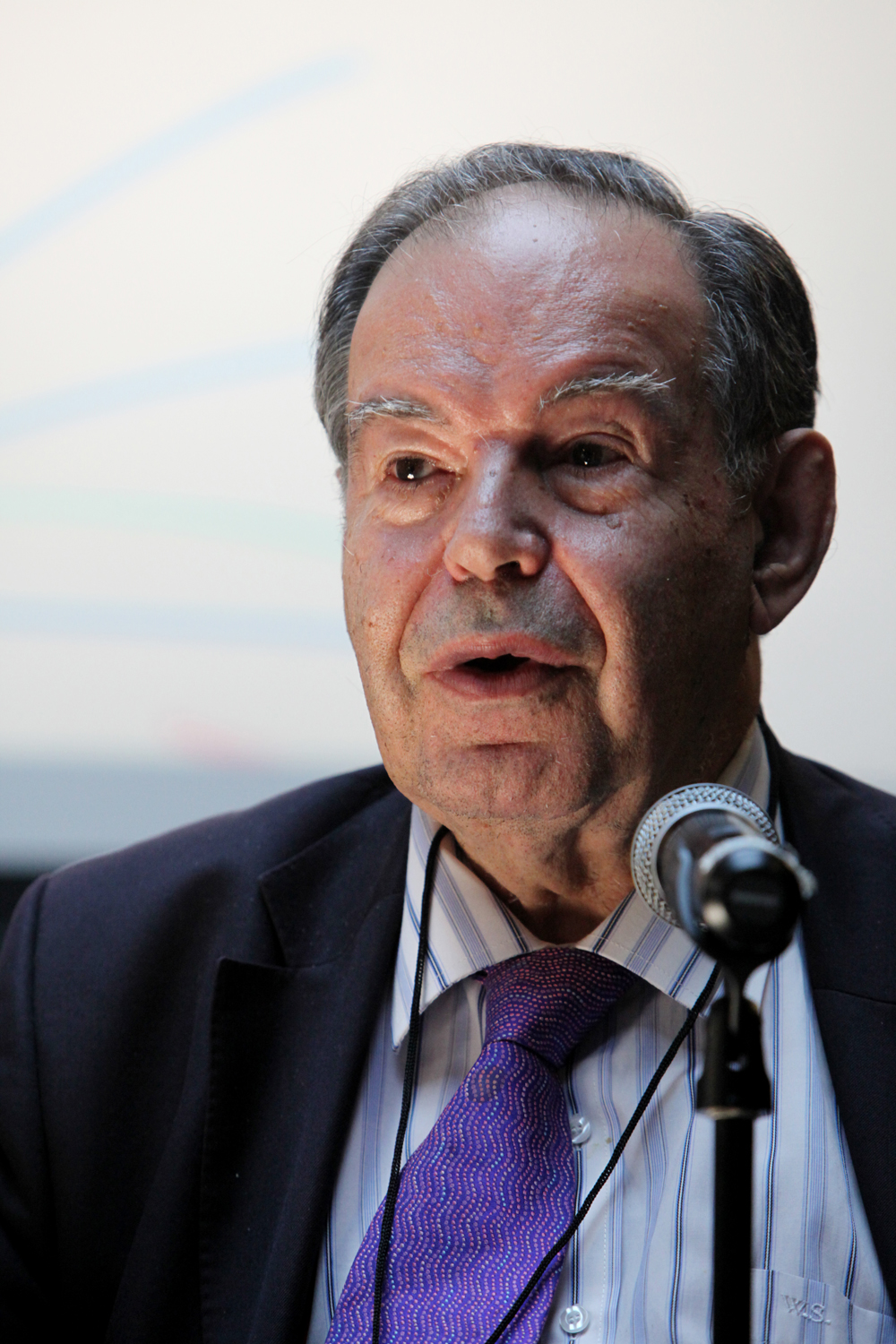
Edward de Bono in 2009

Edward Charles Francis Publius de Bono (San Ġiljan (Malta), 19 mei 1933 – 9 juni 2021) was een Maltees psycholoog, arts en managementauteur.

## Loopbaan
Hij studeerde met een Rhodesbeurs aan de Universiteit van Oxford. Hij verzorgde colleges aan de universiteiten van Oxford, Cambridge, Londen en Harvard. Voor de BBC maakte hij de televisieserie De Bono's Thinking Course en voor de Duitse WDR The Greatest Thinkers.
De Bono bedacht onder andere de term 'lateraal denken' en het concept van de 'zes denkhoeden'.
Voorbeelden van wat hij bereikt heeft met het lateraal denken concept zijn de Olympische Zomerspelen 1984 in Los Angeles, de eerste spelen die winstgevend waren. De organisatie directeur, Peter Ueberroth, schreef dit succes toe aan De Bono. Hetzelfde geldt voor John Bertrand, schipper in de America's Cup.
De Bono overleed in 2021 op 88-jarige leeftijd.

## Werk

### De methode van de zes denkhoeden
Via deze methode wordt het denkproces opgesplitst in verschillende denkrollen of denkrichtingen die door gekleurde hoeden worden voorgesteld. Deze techniek kan in diverse types van overleg gebruikt worden: een vergadering, een creatief denkproces, een evaluatie, enz. Essentieel is dat alle deelnemers tegelijk via één kleur hoed naar het voorgelegde vraagstuk kijken. Het doel is immers juist dat de ervaring en intelligentie van iedereen gebruikt wordt in alle richtingen.
Het tijdens een vergadering toepassen van de zes denkhoeden als zes simultane rollen door zes verschillende personen tegelijkertijd waarbij eenieder bij zijn rol blijft, wordt door De Bono dan ook als verkeerd en zelfs contraproductief gezien.
De zes hoeden kunnen zowel enkelvoudig als meervoudig worden gebruikt. Bij enkelvoudig gebruik worden de hoeden gebruikt als symbolen om een bepaald type van denken op te roepen. "Laten we eens met onze groene hoed naar deze uitdaging kijken." Bij meervoudig gebruik worden alle hoeden een voor een afgegaan om de uitdaging vanuit diverse perspectieven te bekijken. Er is niet één juiste volgorde, al wordt vaak de blauwe hoed aan het begin en einde van een sessie gebruikt.
- De witte denkhoed: Wit is neutraal en objectief. De witte hoed houdt zich bezig met feiten, cijfers en informatie.
- De rode denkhoed: Rood suggereert boosheid, woede en emoties. De rode hoed geeft de emotionele, intuïtieve kant mee.
- De zwarte denkhoed: Zwart is somber en serieus. De zwarte hoed is op zijn hoede en voorzichtig. Hij laat de zwakke punten van een idee zien.
- De gele denkhoed: Geel is zonnig en positief. De gele hoed is optimistisch en staat voor hoop, en positief denken.
- De groene denkhoed: Groen is gras, vegetatie en overvloedige groei. De groene hoed houdt zich bezig met creativiteit en nieuwe ideeën.
- De blauwe denkhoed: Blauw is koel en het is ook de kleur van de lucht, die boven alles verheven is. De blauwe hoed concentreert zich op toezicht, de organisatie van het denkproces en het gebruik van andere hoeden.

### Zes waarde-insignes
In het boek Zes waarde-insignes uit 2004 (ISBN 90-470-0311-X) geeft De Bono een instrument om bedrijfswaarden te herkennen en in te delen en geeft hij een aanzet voor een scoresysteem.

### Lateraal denken
Lateraal denken is gebaseerd op het opnieuw (anders) ordenen van de bestaande informatie om zodoende nieuwe informatie te laten ontstaan. De term lateraal denken is geïntroduceerd door Edward de Bono.
Een probleem kent vaak een begin en een eindsituatie. Het denkproces is het proces van het vinden van een weg van het begin naar de eindsituatie. Normaal is de mens geneigd om een zo recht mogelijke lijn te volgen van begin naar einde via bekende wegen. Als ergens in deze lijn een onmogelijkheid of een schijnbare onmogelijkheid zit, gooien veel mensen de hele oplossing weg om een nieuwe te zoeken. Iemand die lateraal denkt, gaat verder met de ingeslagen weg met de gedachte van "Stel dat het wel mogelijk zou zijn". Hierdoor ontstaat een middel om verder te kijken dan die positie waar het schijnbaar onmogelijk leek. Dit kan leiden tot geheel nieuwe inzichten.
Voorbeeld van lateraal denken:
Bedenk eens hoe de wereld eruitziet als koeien konden autorijden, is een voorbeeld van lateraal denken. De meeste mensen denken gelijk "Koeien kunnen niet autorijden", met als gevolg dat ze ook niet fantaseren wat de gevolgen zouden zijn als koeien dit wel konden. Iemand die dat wel doet kan tot inzichten komen die niets met autorijdende koeien te maken hebben, maar wel heel nuttig kunnen zijn op een ander gebied.

## Publicaties vertaald in het Nederlands (selectie)

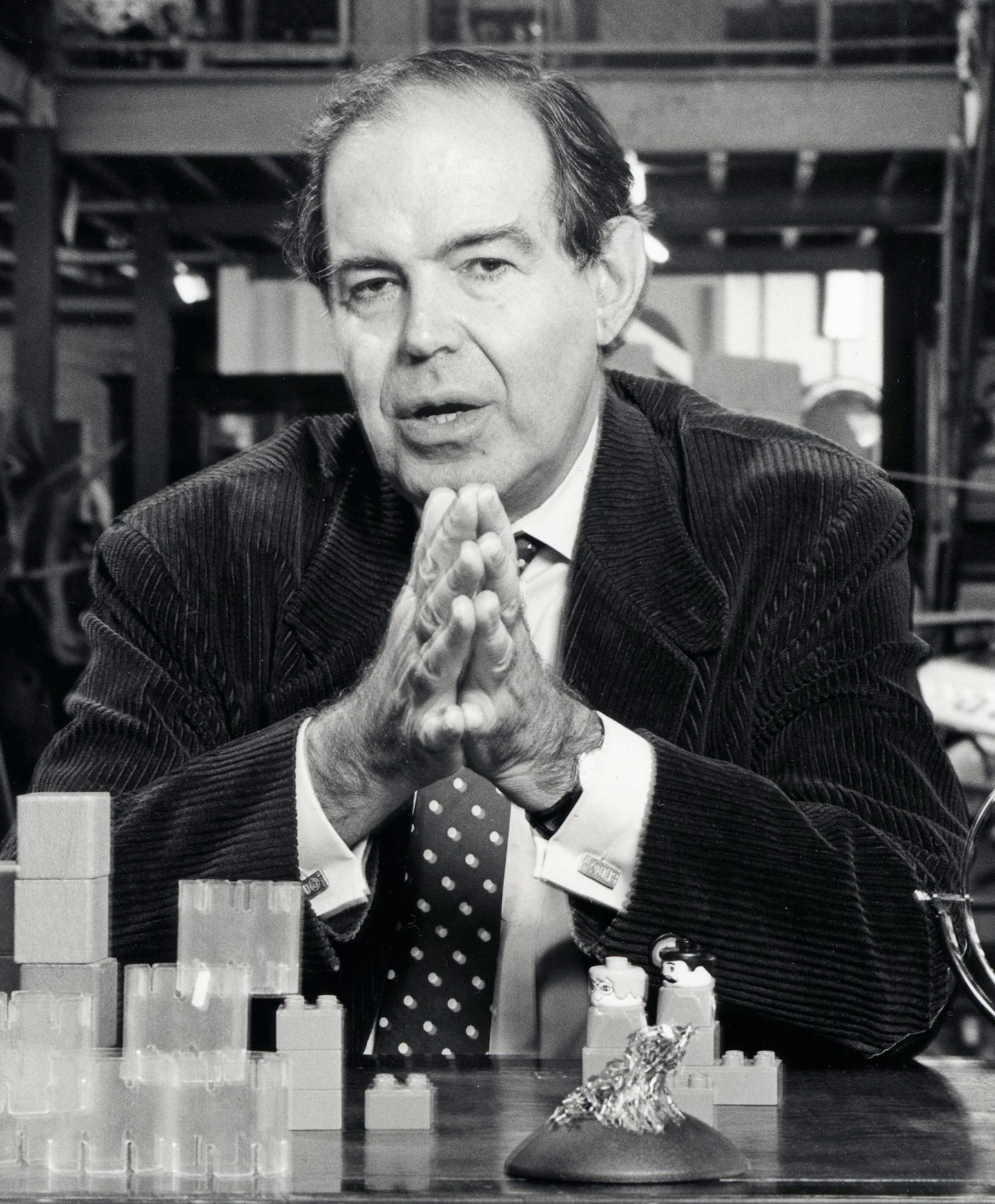
De Bono in 1994

- De praktijk van het lateraal denken (1973)
- Zes actiestappers (1992)
- De concurrentie voorbij (1993)
- Denken over denken (1995)
- Leer uzelf denken (1997)
- Leer uw kind denken (1998)
- Eenvoud (1999)
- Lateraal denken voor managers (2003)
- Zes waarde-insignes (2004)
- Creatief denken (2009)
- Zes denkhoeden (2011)